# Diogeneion
Het Diogeneion (Oudgrieks: Διογένειον) was een gymnasion in het oude Athene, waarvan de precieze ligging nu onbekend is. Het ontleende zijn naam aan Diogenes Euergetes, een Athener die sinds 233 de garnizoenscommandant was van de Macedonische troepen in Attica en ervoor zorgde dat Attica en Athene in 229 v.Chr. door betaling van 150 talenten werden bevrijd van de overheersing door de Macedoniërs. Op het terrein van het gymnasion bevond zich ook het heroön van Diogenes Euergetes. Jaarlijks werden ter ere van hem de Diogeneia, een festival met spelen, gehouden op het terrein.
Dit gymnasion was belangrijk in de hellenistische periode, omdat de efeben die hun militaire dienst deden, hier trainden. Deze 'efebie' was in de vierde eeuw opgezet als een tweejarige dienstplicht, maar was in het slop geraakt door de Macedonische overheersing. Na 229 v.Chr. werd de efebie nieuw leven ingeblazen. De dienst werd nu vrijwillig en duurde één jaar. Omdat de efeben nu echter zelf voor hun wapenrusting moesten zorgen, werd het in de praktijk eerder een vooropleiding voor de rijken dan een effectieve militaire school. Het gymnasion heeft waarschijnlijk zo’n vijf eeuwen dienstgedaan en is in 267 n.Chr. bij de plundering van Athene door de Herulen verwoest.
Het Diogeneion wordt slecht één keer in de literaire overlevering genoemd, door Plutarchus (Moralia 736D = Quaestiones convivalium IX, 1), maar komt op talrijke inscripties voor. Deze zijn vooral gevonden op de plaats van de voormalige Byzantijnse kerk van Agios Demetrios Katiphoris in de omgeving van de huidige Kyrristoustraat, iets ten noorden van de Akropolis. Hoewel dit niet de precieze locatie van het gymnasion hoeft te zijn, omdat de stenen waarschijnlijk verplaatst zijn, moet het gymnasion toch in deze omgeving hebben gestaan. In de directe nabijheid bevonden zich ook een ander gymnasion, het Ptolemaion, en het heiligdom van Theseus .

## Referentie
- Athens-Greece, ‘The Ancient Agora of Athens’